# Derb
Derb war ein deutsches Hard-Trance-Projekt bestehend aus Kai Winter und Boris Hafner. 

## Karriere
Kai Winter und Boris Hafner hatten beide schon verschiedene Erfahrungen in der Trance-Szene gemacht, als sie 2001 das Musikprojekt Derb gründeten. Kai Winter, der auch unter dem Pseudonym Kan Cold bekannt ist, war besonders mit dem Projekt Hennes & Cold erfolgreich, das er zusammen mit Michael Hennes gründete, und Boris Hafner war vor allem unter dem Pseudonym Global Cee bekannt.
2001 produzierte das Duo die Single „In Africa“, die schließlich auf Platz 78 in den deutschen Singlecharts kam. Der Song basierte auf „Manitou in Africa“, einer Single aus dem Jahr 1992 von Rolf Maier-Bode, der vor allem mit der Formation RMB erfolgreich war. Auch die Nachfolgesingle „Derb“ war in der Szene sehr erfolgreich. Daneben betätigte sich das Duo auch an zahlreichen Remixen, unter anderem von Warmduscher, Kai Tracid und Brooklyn Bounce.
Das Duo war bei Tracid Traxxx, dem Musiklabel von Kai Tracid, unter Vertrag. Die letzten drei Singles erschienen schließlich auf dem Label Druck, einem Sublabel von Tracid Traxxx, das Kai Winter zusammen mit Scot Project betreibt.

## Diskografie

### Alben
- 2004: Derbattack

### Singles
- 2001: In Africa
- 2001: Derb
- 2003: This is Derb! / Revolution
- 2004: Attack / D.F.C.
- 2005: Coole Sau
- 2006: Satisfaktion
- 2008: My Johnny | Dance With Me
- 2011: The Sound (mit Scot Project)

### Remixe
- 2001: Warmduscher – Hardcore Will Never Die
- 2002: Kai Tracid – Trance & Acid
- 2002: Brooklyn Bounce – Bring it Back
- 2002: Kai Tracid – 4 Just 1 Day
- 2002: Kyau vs. Albert – Save Me
- 2002: Yakooza – Cocaine
- 2002: Space Frog – Follow Me
- 2002: Marc van Linden pres. Madagascar – This Way
- 2004: DJ Isaac – Focus
- 2004: Lady Tom – Into My Mind
- 2007: Brooklyn Bounce – The Theme Recall 08